# Rammstein (album)
Rammstein este cel de-al șaptelea album de studio al trupei germane de Neue Deutsche Härte, Rammstein. A fost lansat de către casa de discuri Universal Music Group în data de 17 mai 2019. Acesta este primul lor album de studio din ultimii zece ani, după albumul Liebe ist für alle da din anul 2009. Prima piesă de pe acest album, "Deutschland", a fost lansată pe 28 martie 2019 și a ajuns pe primul loc în Germania.

## Promovare și lansare
Într-un interviu cu Kerrang! din ianuarie 2019, Richard Kruspe a menționat că vor fi create 5 videoclipuri muzicale pentru album. Clipurile de teaser pentru primul videoclip au fost lansate la sfârșitul lunii martie. Aceste clipuri au reprezentat imagini vizuale din videoclip împreună cu numerele romane pentru data de 28 martie 2019. În acea zi, piesa "Deutschland" a fost lansată ca single pe platforme digitale și videoclipul cu muzică de 10 minute a fost încărcat pe YouTube. Single-ul a venit, de asemenea, cu un remix de Kruspe. De asemenea, trupa a dezvăluit oficial data lansării albumului, 17 mai 2019. Cu toate acestea, ei nu au dezvăluit coperta sau titlul. După ce a fost lansat timp de doar patru zile, videoclipul muzical a adunat 19 milioane de vizualizări.
Lista pieselor a fost dezvăluită între 16 aprilie și 19 aprilie pe canalul oficial de YouTube al trupei cu fragmente de riff-uri din fiecare melodie. Coperta albumului a fost dezvăluită, de asemenea, pe 18 aprilie.
Al doilea single de pe acest album, numit "Radio", a fost lansat pe 26 aprilie pe canalul oficial de YouTube al trupei.
Pe 28 mai, formația a lansat un videoclip pentru al treilea single de pe noul album, numit "Ausländer".

## Performanță comercială
Albumul Rammstein a debutat pe topurile albumelor germane în data de 24 mai 2019. În prima săptămână, s-au vândut peste 260.000 de copii ale noului album, făcându-l cel mai performant album din prima săptămână de la o trupă din secolul 21. Albumul a petrecut următoarele două săptămâni pe locul 2, înainte de a urca la 1 pe 14 iunie. Albumul a atins, de asemenea, locul 3 pe UK Albums Chart, vânzând 12.130 de exemplare și a petrecut trei săptămâni consecutive în topul UK Rock & Metal Albums Chart. La 11 iulie 2019, albumul a fost certificat cu 2 Platinum de către Bundesverband Musikindustrie pentru vânzări de peste 400.000 de exemplare echivalente de album în Germania.

## Personal
Rammstein
- Till Lindemann – vocal
- Richard Z. Kruspe – chitară, sprijin vocal
- Oliver Riedel – chitară bas
- Paul Landers – chitară ritmică, sprijin vocal
- Flake Lorenz – claviatură
- Christoph Schneider – tobe

## Lista pieselor
Toate melodiile sunt scrise și compuse de Rammstein (Richard Z. Kruspe, Paul Landers, Till Lindemann, Christian Lorenz, Oliver Riedel, Christoph Schneider). 
| Nr.             | Titlu                       | Lungime |  |
| 1.              | „Deutschland” (Germania)    | 5:23    |  |
| 2.              | „Radio”                     | 4:37    |  |
| 3.              | „Zeig dich” (Arată-te)      | 4:15    |  |
| 4.              | „Ausländer” (Străin)        | 3:51    |  |
| 5.              | „Sex”                       | 3:56    |  |
| 6.              | „Puppe” (Păpușă)            | 4:33    |  |
| 7.              | „Was uch liebe” (Ce iubesc) | 4:29    |  |
| 8.              | „Diamant”                   | 2:34    |  |
| 9.              | „Weit Weg” (Departe)        | 4:20    |  |
| 10.             | „Tattoo” (Tatuaj)           | 4:11    |  |
| 11.             | „Hallomann”                 | 4:11    |  |
| Lungime totală: | Lungime totală:             | 46:20   |  |